# مایکل هیجم
مایکل هیجم (انگلیسی: Michael Hjälm؛ زادهٔ ۲۳ مارس ۱۹۶۳) بازیکن هاکی روی یخ اهل سوئد است.